# Greenwich (village, New York)
Pour les articles homonymes, voir Greenwich.
Ne doit pas être confondu avec Greenwich (ville, New York).
Greenwich est un village du comté de Washington, dans l'État de New York, aux États-Unis,. En 2010, il compte une population de 1 777 habitants.

## Démographie
Lors du recensement de 2010, le village comptait une population de 1 777 habitants, tandis qu'en 2019, elle est estimée à 1 715 habitants.